# Блийдинг Тру
„Блийдинг Тру“ (Bleeding Through) е метълкор група в САЩ, създадена в щата Калифорния, окръг Ориндж през 1999 година.
Стилът на групата се характеризира с влияния от модерния хардкор, симфоничния блек метъл и мелодичния дет метъл. Въпреки че често групата е окачествявана като метълкор, вокалистът Брендън Шиепати твърди: „Мисля, че сме хардкор банда и никога не бих казал, че сме метъл група, всичи ние сме хардкор хлапета и идваме от хардкор сцената. Нашата музика е просто различна версия на хардкора, опитваме се да добавим разнообразие към хардкор сцената, която от прекалено дълго време звучи по един и същи начин.“
През 2004 година, списание Риволвър поставя Блийдинг Тру на корица като една от 8-те групи, коментирани в основната статия със заглавие „Бъдещето на метъла“.. Spin ги нарича „изпълнители, заслужаващи внимание“ във февруарския брой на списанието от 2004 година.